# Інтеграційна шина даних

Схема сервісної шини

Корпорати́вна ши́на да́них або Се́рвісна ши́на підприє́мства (англ. enterprise service bus, ESB) — сполучне програмне забезпечення, що забезпечує централізований та уніфікований, орієнтований на події обмін повідомленнями між різними інформаційними системами на принципах сервіс-орієнтованої архітектури. Поняття введено на початку 2000-х років фахівцями підрозділу Progress Software — Sonic, які розробляли Підпрограмне забезпечення, орієнтоване на обробку повідомлень — SonicMQ.

## Основний принцип
Основний принцип сервісної шини — концентрація обміну повідомленнями між різними системами через єдину точку, в якій, за необхідності, забезпечується транзакційний контроль, перетворення даних, збереження повідомлень. Всі налаштування обробки і передачі повідомлень передбачаються також сконцентрованими в єдиній точці, і формуються в термінах служб. Таким чином, при заміні будь-якої інформаційної системи, підключеної до шини, немає необхідності в перелаштуванні інших систем.

## Основні характеристики
«Сервісна шина підприємства» є збірним терміном для набору можливостей, які в різних реалізаціях трактуються кількома різними способами. Як правило, виділяються наступні ключові можливості:
- Підтримка синхронного та асинхронного способу виклику служб;
- Використання захищеного транспорту, з гарантованою доставкою повідомлень, підтримуючого транзакційну модель;
- Статична і алгоритмічна маршрутизація повідомлень;
- Доступ до даних зі сторонніх інформаційних систем за допомогою готових або спеціально розроблених адаптерів;
- Обробка і перетворення повідомлень;
- Оркестровка і хореографія служб;
- Різноманітні механізми контролю та управління (аудити, протоколювання).

Конкретні програмні продукти зазвичай також містять готові адаптери для з'єднання з конкретним прикладним програмним забезпеченням, а також можуть включати API для створення таких адаптерів.
Найменування підібрано за аналогією з системною шиною комп'ютера, що дозволяє підключати декілька пристроїв і передавати дані між ними по одному набору провідників.